# 벽오금학도
벽오금학도는 이외수가 1992년 출판한 소설이다. 당시 사회, 또한 서울의 봄과 관련한 비판 내용이 담겨 있다.

## 줄거리
강은백이란 아이는 할머니가 돌아가신 후 이리저리 돌아다니다 도로무기소에 빠지고, 오학동이라는 선계에 오게 된다. 그곳에서 여러가지를 사흘간 구경하다 벽오금학도와 금학의 깃털을 얻고 머리가 센 채로 돌아온다. 강은백은 스물 세살이 되어 노파에게 구형 디지털 시계를 차여주고, 얼마 못가 계모의 계략으로 인해 정신병원에 입원했다가 퇴원한다. 계모에게 하사받은 한남동 한옥을 팔곤 무육점이라는 정육점을 차리다가 엄청난 화가인 고산묵월, 그때 시계를 준 노파와 함께 다시 선계로 돌아온다.

## 일화
《벽오금학도》는 이외수가 3년 가까이 자신의 방에 감옥 철창을 치고 쓴 소설이라고 한다.

## 같이 보기
- 이외수
- 훈장 (소설)
- 꿈꾸는 식물
- 하악하악
- 칼 (소설)
- 장외인간
- 바보바보
- 청춘불패
- 글쓰기의 공중부양
- 들개 (소설)